# Novak Bošković
Novak Bošković (Sombor, Serbia, 23 de mayo de 1989-Belgrado, 3 de febrero de 2019) fue un balonmanista serbio.

## Biografía
Jugó por última vez para el Club de Balonmano Hapoel Rishon-Lezion. Comenzó su carrera en su Crvenka natal y también jugó para Vrbas, Priboj, Slovenian Koper, Hungarian Tatabanya, Dinamo Bucarest y Maccabi Tel-Aviv. También fue miembro de la selección nacional serbia en el Campeonato Europeo de Balonmano Masculino 2016.
El 3 de febrero de 2019, se suicidó con arma de fuego en Serbia. Bošković dejó una hija de cinco meses.

## Clubes
| Club                 | País      | Año       |
| -------------------- | --------- | --------- |
| Maccabi Tel Aviv     | Israel    | ?-2012    |
| RK Koper             | Eslovenia | 2012-2013 |
| Maccabi Tel Aviv     | Israel    | 2013-2014 |
| Tatabánya KC         | Hungría   | 2014-2015 |
| Maccabi Tel Aviv     | Israel    | 2015-2017 |
| Dinamo Bucarest      | Rumania   | 2017-2018 |
| Hapoel Rishon LeZion | Israel    | 2018-2019 |

## Palmarés

### Maccabi Tel Aviv
- Liga de Israel de balonmano (2): 2014, 2016

### Dinamo de Bucarest
- Liga Națională (1): 2018